# Serdar Akın
Serdar Akın es un deportista turco que compitió en taekwondo. Ganó una medalla de plata en el Campeonato Europeo de Taekwondo de 2006, en la categoría de –72 kg.

## Palmarés internacional
| Campeonato Europeo | Campeonato Europeo | Campeonato Europeo | Campeonato Europeo |
| Año                | Lugar              | Medalla            | Categoría          |
| ------------------ | ------------------ | ------------------ | ------------------ |
| 2006               | Bonn (Alemania)    | Medalla de plata   | –72 kg             |